# Аллахяр-хан Каджар
Аллахяр-хан Каджар (перс. الله‌یار خان قاجار‎; род. 5 октября, 1757 — 28 августа 1832) — премьер-министр (визирь) Персии при Фатали-шахе. Занимал должность в 1824—1827 годах. Известен также под именем Асаф уссалтана. Поэт. Писал под псевдонимом Хаджиб.

## Биография
Второй сын Мирза Мухаммед-хана Каджара (беклербека Тегерана), по отцу из тюркского дворянского дома Девели.
Находился в родстве с царствующей в Иране династией и до пожалования его в визири был военачальником в персидской армии.
Сформированная по приказу шаха армия под командованием его зятя Аллахяр‐хана
Аббас-Мирза называл чашу с ядом, потому что вся тяжесть содержания этой армии ложилась на плечи наследника престола.
Ярый противник России, правая рука шаха и зять его, первый министр тегеранского двора
Аллахяр-хан, глава шиитского духовенства муштеид Сеид Кербалайский Мухаммед и даже второй
сын шаха, наследник иранского престола, правитель Южного Азербайджана принц Аббас-Мирза
были связаны с английскими агентами.
Иранский историк Ахмед Таджбахш, автор книги «Русско-иранские отношения в первой половине XIX в.», с сожалением пишет о том, что «шах, его наследник Аббас-Мирза, Аллахяр-хан и другие представители иранской правящей верхушки отрицательно отнеслись к продвижению русских в районе озера Севан и, начав войну (1826—1828 гг.), лишили себя огромной территории в Закавказье»
2 октября 1828 года начальник шахского гарнизона Тебриза Аллахяр хан готовился к обороне города. Он принимал все меры к тому, чтобы население приняло участие в обороне города. По его приказу горожан, не выполнявших его указаний, пытали, отрезали им носы, уши, выкалывали глаза. Но решение тебризцев сдать город русским войскам без боя было непоколебимо. Глава мусульманского духовенства Тебриза Ага-Мир-Феттах открыто перешел на сторону русских и призывал народ последовать его примеру.
Русских солдат «везде встречали как своих покровителей, и даже находившиеся на работе в полях
спокойно продолжали оную», — сообщалось в «Русском инвалиде».
Аллахяр-хан «употреблял все средства величайшей жестокости, чтобы склонить к защите
жителей но, несмотря на это, его усилия остались тщетны». Старшины города «в сопровождении
множества народов» вышли навстречу русским войскам «и по своему обыкновению усыпали
дорогу цветами и закололи несколько быков», тем самым «изъявляя величайшую радость», — писала та же газета.

### Аллахяр-хан и Грибоедов
После заключения Туркманчайского мирного договора в апреле 1828 года Александр Грибоедов был назначен послом России в Персии. Осенью 1828 года посольство прибыло в Персию. Основной задачей Грибоедова было добиться от шаха выполнения статей мирного договора и, в частности, выплаты контрибуции по итогам русско-персидской войны. За проигрыш в войне была вынуждена расплачиваться вся страна, что значительно усилило недовольство в персидском обществе 20 октября 1828 года Грибоедов писал министру иностранных дел Российской империи графу К. В. Нессельроде:
Аббас-Мирза велел расплавить в слитки превосходные золотые канделябры и разные вещи из гарема, одна работа которых стоит столько же, сколько самый металл; это расположение явно доказывает безденежье шаха.Александр Сергеевич Грибоедов. Деятельность его как дипломата // Русская старина. — СПб.: Печатня В. И. Головина, 1874. — Т. XI. — С. 755.
Начиная с января 1829 года в посольстве находили убежище армяне, просившие Грибоедова о помощи с возвращением на родину, которая к тому времени стала частью Российской империи. Несмотря на возможность опасных последствий для себя и посольства в целом, Грибоедов разрешил им укрыться в посольстве. Среди перебежавших были не только две армянки из гарема родственника шаха Аллаяр-хана, но и Мирза Якуб, евнух-армянин из шахского гарема, который управлял шахскими финансами и на свою и чужую беду слишком много знал. Укрытие Грибоедовым армян в русском посольстве послужило причиной для возбуждения недовольства исламских фанатиков, которые начали антирусскую пропаганду на базарах и в мечетях.
В дальнейшем, чтобы загладить свою вину, персы стали оговаривать сотрудников посольства и Грибоедова, что они якобы систематически нарушали этикет шахского двора, действуя порой самым вызывающим образом. Поскольку уцелевший секретарь посольства Мальцов поддержал этот оговор в присутствии шаха, некоторые наши историки, а за ними и Ю. Тынянов, приняли эти слова за правду — не вдаваясь в детали того, что Мальцов, несмотря на свою смелость, понимая, что погибших не вернешь, тем не менее совершил оговор, движимый инстинктом самосохранения.
Джахангир-мирза извращает факт привода к Грибоедову пленницы из гарема бывшего первого министра Аллахяр-хана. По его словам, Грибоедов отказался опросить эту женщину в присутствии людей Аллахяр-хана, пленницу оставил у себя в миссии, а сопровождавших её иранцев отправил обратно.

## Дети
- Мухаммед-Кули-хан Каджар — генерал-майор персидской армии.
- Мухаммед-Гасан-хан Каджар — генерал-майор персидской армии.
- Мухаммед-Али-хан Каджар — генерал-майор персидской армии.
- Мухаммед-Гусейн-хан Каджар — генерал-майор персидской армии.